# Coccothrinax garciana
Coccothrinax garciana là loài thực vật có hoa thuộc họ Arecaceae. Loài này được León mô tả khoa học đầu tiên năm 1939.